# Asdrubale Mattei
Asdrubale Mattei (Roma, 1556 – Roma, 8 gennaio 1638) è stato un nobile e collezionista d'arte italiano. Fondatore del ramo di Giove della famiglia patrizia romana dei Mattei, fu, insieme ai suoi fratelli maggiori, una delle figure di spicco del panorama culturale e politico romano della sua epoca.

## Origine e famiglia
Asdrubale Mattei nacque a Roma nel 1556, terzogenito di Alessandro Mattei ed Emilia Mazzatosta e fratello minore di Ciriaco Mattei e del cardinale Girolamo Mattei.
Crebbe nel Palazzo Mattei alle Botteghe Oscure, dove continuò a risiedere anche dopo la morte di suo padre, avvenuta nel 1565, quando la proprietà passò a suo fratello Ciriaco.
Il 2 dicembre 1589 sposò Eleonora de' Rossi dei conti di San Secondo, dalla quale ebbe due figli: 
- Paolo (14 gennaio 1591 - 12 gennaio 1638), avviato alla carriera ecclesiastica;
- Girolamo (19 marzo - 5 novembre 1592), che visse solo pochi mesi.

Eleonora morì il 7 aprile 1592, poche settimane dopo aver dato alla luce il suo secondogenito, probabilmente a causa di un'endometrite post-partum.
Nel gennaio 1595, sposò in seconde nozze Costanza Gonzaga (1571-1651), figlia di Alfonso I di Novellara, dalla quale ebbe nove figli:
- Alfonso Emanuele (1595 - ?);
- Francesca Eleonora (1596 - 21 aprile 1622),[6] che sposò nel 1616 Ferrante di Ippolito Bentivoglio, e il 29 aprile 1621 Ascanio Pio di Savoia;
- Maria Vittoria (1597 - ?);
- Maria Anna (? - 24 aprile 1658),[7] che sposò in successione 1) nel 1628 Giovanni Paolo Pepoli, 2) il 27 febbraio 1631 Ottavio Ruini, con discendenza 3) il 1º gennaio 1640[8] Scipione Gonzaga, principe di Bozzolo;
- Girolamo, futuro capo del casato;
- Ludovico;
- Vincenza;
- Francesco (morto in giovane età);
- Emilia (morta in giovane età).[3]

In seguito a questo matrimonio, Asdrubale aggiunse in capo al proprio stemma l'aquila dei Gonzaga; questa variante delle armi di famiglia fu adottata anche dai suoi fratelli e, più avanti, anche dagli altri rami del casato.

## Rapporti con le istituzioni romane
Come era tradizione di famiglia, Asdrubale rivestì più volte cariche nell'amministrazione capitolina: fu caporione di Sant'Angelo nel 1575, nel 1584 e nel 1587. Non riuscì mai, tuttavia, a ricoprire la carica di conservatore.
Ciononostante, svolse comunque altri incarichi per conto delle magistrature capitoline: nel luglio 1598 fu inviato dal senato romano a Ferrara, dove si trovava in quel periodo la corte papale (tra cui anche suo fratello Girolamo), per ottenere dal pontefice l'autorizzazione a finanziare la costruzione di un ponte.
Come i suoi fratelli, fu inoltre membro di numerose confraternite romane, tra cui l'Arciconfraternita del Gonfalone, della quale ricoprì in più occasioni la carica di Guardiano, e la Confraternita del Santissimo Crocifisso, il cui oratorio fu decorato anche a sue spese.

## Committenza, collezionismo e interessi artistici
La prima committenza artistica nota di Asdrubale Mattei risale al 1584, quando, insieme con i suoi fratelli Ciriaco e Girolamo, fece decorare uno dei cortili interni (oggi perduto) dell'Isola Mattei. A partire dagli anni novanta, inoltre, iniziò ad acquistare insieme ai fratelli Ciriaco e Girolamo numerosi quadri dalle gallerie private di cardinali e nobili romani, che costituirono il primo nucleo della loro immensa collezione.
Nel 1593, fu uno degli accademici di grazia dell'Accademia di San Luca, prendendo parte alle discussioni e agli studi artistici dell'istituzione.

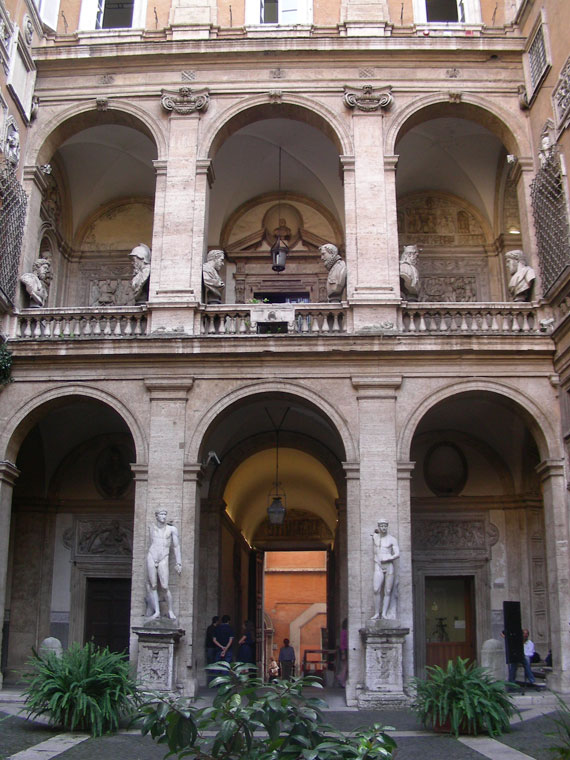
Cortile di Palazzo Mattei di Giove

Nel marzo 1592, ereditò dal defunto zio Paolo la sua villa al Palatino e, soprattutto, alcuni edifici e un palazzetto nell'angolo sud-orientale dell'Isola Mattei. La villa palatina fu da lui fatta restaurare e ridecorare, tra il 1595 e il 1596, per mano dei pittori Pasquale Cati e Arcangelo Aquilini, mentre gli edifici ereditati nel rione Sant'Angelo furono fatti completamente demolire nel 1598 per fare posto a una più sontuosa residenza: i lavori di costruzione del nuovo palazzo, chiamato Palazzo Mattei di Giove, furono diretti dall'architetto Carlo Maderno e si protrassero fino al 1618. Per la decorazione del palazzo ingaggiò numerosissimi artisti tra i più rinomati dell'epoca, tra i quali Prospero Orsi, Antonio Circignani, Cristoforo Roncalli, Francesco Nappi, Cristoforo Greppi e Alessandro Presciati, supervisionati da Giovanni Battista Crescenzi, Gaspare Celio e, forse, Paul Bril.
Nel cortile del suo nuovo palazzo, raccolse una vastissima collezione di lapidi, busti e altre antichità di epoca romana, acquistate dalle collezioni di altri nobili romani o riesumate in quegli anni da vari siti archeologici dell'Urbe.
Tra il 1601 e il 1602, Asdrubale e i suoi fratelli furono ospiti e protettori del Caravaggio, al quale commissionarono diverse opere da esporre nelle residenze di famiglia, tra cui la Cena in Emmaus, il San Giovanni Battista e la Cattura di Cristo.
Nel giugno 1624, suo nipote Alessandro, figlio di Ciriaco, gli cedette la proprietà del già citato palazzo alle Botteghe Oscure e di Villa Mattei al Celio, appena ereditate dal defunto fratello Giovanni Battista, in cambio di una rendita annua di 6000 scudi. Insieme ai due immobili, Asdrubale ereditò anche l'ingente collezione di quadri e sculture che i suoi due fratelli maggiori vi avevano raccolto: le opere erano talmente tante che Ciriaco si era visto costretto ,nel 1599, ad avviare una serie di lavori di espansione della galleria destinata alla loro esposizione nel palazzo di famiglia, e spettò ad Asdrubale stesso portare a termine il cantiere. Tuttavia, poiché possedeva già diverse residenze, decise di tenere per sé solo la villa al Celio, preferendo dare il palazzo paterno in affitto al nobile Orazio Magalotti a partire dal 1632.

## Possedimenti feudali

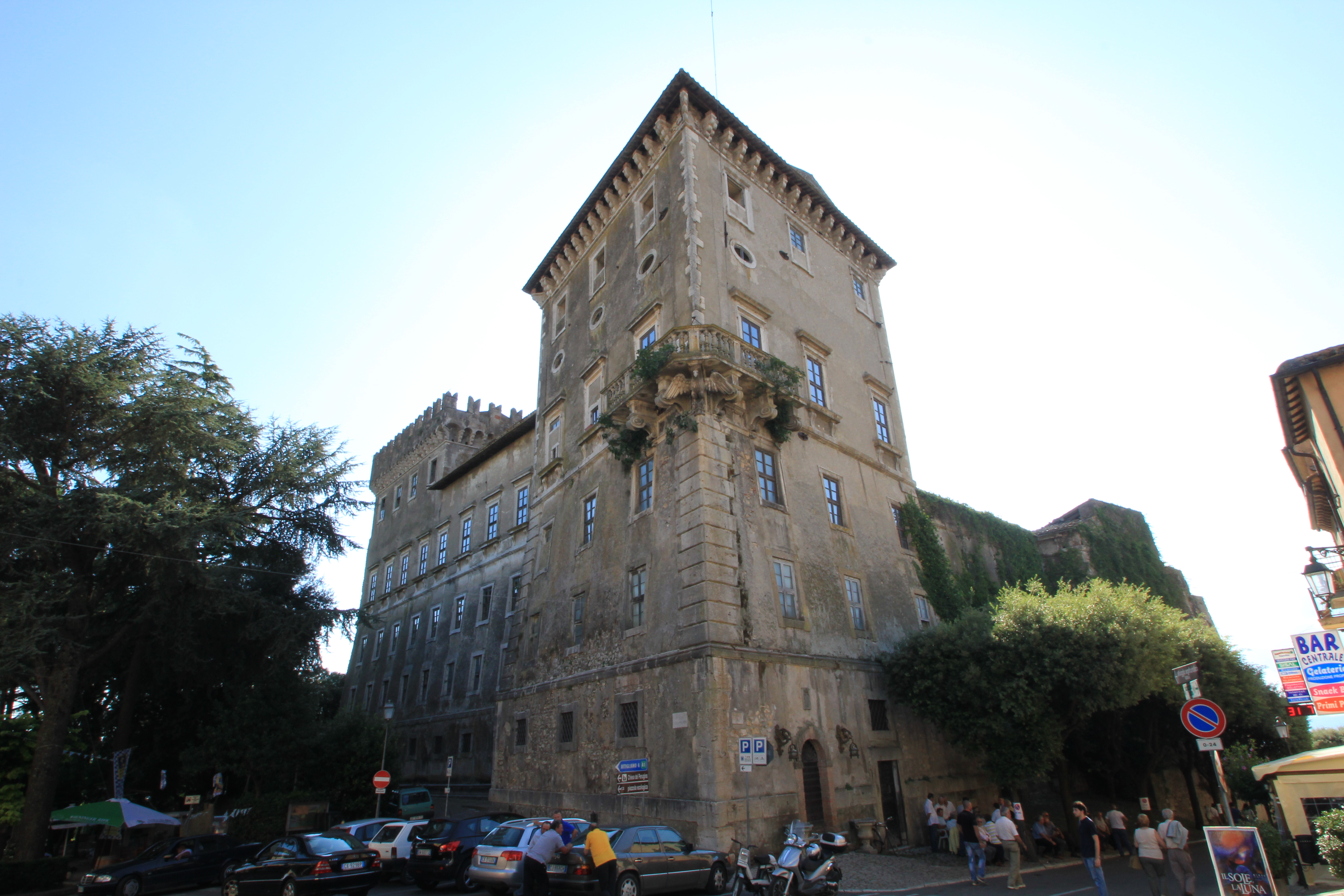
Castello di Giove, residenza feudale di Asdrubale Mattei

Il 14 giugno 1597, Asdrubale e suo fratello Ciriaco pagarono 65.000 scudi per l'acquisto del feudo di Giove, venduto loro da Mario I Farnese; il feudo venne elevato a marchesato da papa Clemente VIII e fu Asdrubale, nonostante l'acquisto in comproprietà col fratello, ad essere insignito del nuovo titolo marchionale. Negli anni successivi, i Mattei acquistarono altri possedimenti feudali in Sabina, che furono però questa volta infeudati a Ciriaco, eccetto il borgo di Belmonte, acquistato nel luglio del 1600, la cui signoria fu nuovamente assegnata ad Asdrubale.
Con il sostegno economico del fratello Girolamo, apportò cambiamenti radicali al castello di Giove, trasformandolo, su progetto dell'architetto Ippolito Scalza, da fortezza a residenza estiva gentilizia.
Nel 1610, fece costruire nei pressi del borgo umbro un convento per l'Ordine dei frati minori, nel quale la sua vedova si ritirerà negli ultimi anni della sua vita.

## Altre attività
A cavallo dei due secoli, fu protagonista insieme a Giovanni Battista Cavagna e al fratello Girolamo di un traffico non insignificante di reliquie di santi e martiri estratte dalle varie catacombe di Roma e rivendute ai vescovi di varie diocesi o ai pellegrini giunti in città, specialmente in occasione della celebrazione dell'anno santo del 1600. L'attività, che era gestita dai Mattei con regolare licenza e che ebbe per un periodo il suo quartier generale nello stesso palazzo di Asdrubale, dovette essere interrotta nel 1603, quando il Cavagna venne arrestato per contraffazione e contrabbando di reliquie e per scavi non autorizzati. I fratelli Mattei non furono tuttavia coinvolti nelle accuse e nel successivo processo.

## Morte e sepoltura
Asdrubale morì a Roma l'8 gennaio 1638. Fu seppellito accanto ai suoi due fratelli maggiori nella cappella di famiglia nella basilica di Santa Maria in Aracoeli.

## Ascendenza
|                   |                     |                         | Genitori                                  |  |  | Nonni |  |  | Bisnonni    |  |  | Trisnonni         |  |
|                   |                     |                         |                                           |  |  |       |  |  | Saba Mattei |  |  | Ludovico I Mattei |  |
|                   |                     |                         |                                           |  |  |       |  |  | Saba Mattei |  |  | Ludovico I Mattei |  |
|                   |                     | Giovanna Capodiferro    |                                           |  |  |       |  |  | Saba Mattei |  |  |                   |  |
| Ciriaco Mattei    |                     |                         |                                           |  |  |       |  |  | Saba Mattei |  |  |                   |  |
|                   |                     | Caterina Tuttavilla     | Guillaume d'Estouteville                  |  |  |       |  |  |             |  |  |                   |  |
|                   |                     | Caterina Tuttavilla     | Guillaume d'Estouteville                  |  |  |       |  |  |             |  |  |                   |  |
|                   |                     | Caterina Tuttavilla     | Girolama Tosti                            |  |  |       |  |  |             |  |  |                   |  |
| Alessandro Mattei |                     | Caterina Tuttavilla     |                                           |  |  |       |  |  |             |  |  |                   |  |
|                   |                     | Pietro Giovanni Matuzzi | Giovanni Matuzzi                          |  |  |       |  |  |             |  |  |                   |  |
|                   |                     | Pietro Giovanni Matuzzi | Giovanni Matuzzi                          |  |  |       |  |  |             |  |  |                   |  |
|                   |                     | Pietro Giovanni Matuzzi | …                                         |  |  |       |  |  |             |  |  |                   |  |
| Giulia Matuzzi    |                     | Pietro Giovanni Matuzzi |                                           |  |  |       |  |  |             |  |  |                   |  |
|                   |                     | Isabella Borgia         | Papa Alessandro VI                        |  |  |       |  |  |             |  |  |                   |  |
|                   |                     | Isabella Borgia         | Papa Alessandro VI                        |  |  |       |  |  |             |  |  |                   |  |
|                   |                     | Isabella Borgia         | …                                         |  |  |       |  |  |             |  |  |                   |  |
| Asdrubale Mattei  |                     | Isabella Borgia         |                                           |  |  |       |  |  |             |  |  |                   |  |
|                   | Riccardo Mazzatosta | Paolo Mazzatosta        |                                           |  |  |       |  |  |             |  |  |                   |  |
|                   | Riccardo Mazzatosta | Paolo Mazzatosta        |                                           |  |  |       |  |  |             |  |  |                   |  |
|                   | Riccardo Mazzatosta | …                       |                                           |  |  |       |  |  |             |  |  |                   |  |
| Tuccio Mazzatosta | Riccardo Mazzatosta |                         |                                           |  |  |       |  |  |             |  |  |                   |  |
|                   |                     | Vittoria Massimo        | …                                         |  |  |       |  |  |             |  |  |                   |  |
|                   |                     | Vittoria Massimo        | …                                         |  |  |       |  |  |             |  |  |                   |  |
|                   |                     | Vittoria Massimo        | …                                         |  |  |       |  |  |             |  |  |                   |  |
| Emilia Mazzatosta |                     | Vittoria Massimo        |                                           |  |  |       |  |  |             |  |  |                   |  |
|                   |                     | Orsino Fausto Orsini    | Matteo Orsini                             |  |  |       |  |  |             |  |  |                   |  |
|                   |                     | Orsino Fausto Orsini    | Matteo Orsini                             |  |  |       |  |  |             |  |  |                   |  |
|                   |                     | Orsino Fausto Orsini    | …                                         |  |  |       |  |  |             |  |  |                   |  |
| Claudia Orsini    |                     | Orsino Fausto Orsini    |                                           |  |  |       |  |  |             |  |  |                   |  |
|                   |                     | Lavinia Cantelmo        | Giovanni Cantelmo                         |  |  |       |  |  |             |  |  |                   |  |
|                   |                     | Lavinia Cantelmo        | Giovanni Cantelmo                         |  |  |       |  |  |             |  |  |                   |  |
|                   |                     | Lavinia Cantelmo        | Giovannella Gaetani dell'Aquila d'Aragona |  |  |       |  |  |             |  |  |                   |  |
|                   |                     | Lavinia Cantelmo        |                                           |  |  |       |  |  |             |  |  |                   |  |